# Арена Раковски
Арена Раковски е проект за мултифункционално спортно съоръжение в град Раковски с капацитет от 600 седящи места.

## История
Първият проект за спортна зала в град Раковски е от 1983 г. със сметна стойност около 900 хил. лв. като обект, финансиран по социалната програма на СЛЗ „Раковски“. Но през следващата година целеви средства са заделени само за новата сграда на техническото училище в града.
По време на посещението на министър-председателя Бойко Борисов в град Раковски на 17 януари 2021 г. кметът на общината Павел Гуджеров прави заявка за изграждане на спортна зала. През лятото на 2022 г. е изработен проект за изграждане на многофункционална спортна зала като е избран терен с много добър транспортен и пешеходен достъп.
В края на 2023 г. проектът е включен в бюджета на общината, а през зимата на 2024 г. е обявена обществена поръчка за 13,8 млн. лв. На 23 август 2024 г. олимпийският шампион Петър Лесов и кметът на община Раковски Павел Гуджеров правят първата копка на залата, която трябва да бъде завършена за две години.

## Описание
Проектът ще се реализира в два етапа.
- Първият етап включва изграждане на многофункционалната спортна зала.
- През втория етап ще се построи закрит спортен плувен басейн.

По проект залата е с обща застроена площ 3 520,6 кв. м, предвидени са 600 седящи места, а закритият спортен басейн е със застроена площ 940,9 кв. м. Игралното поле на основната зала е съобразено със стандартните изисквания за габарити за спортовете. Около игралното поле е предвидена обслужваща зона. Плувният басейн ще бъде с размери 25 м на 12,50 м. По проект сградата има две по-малки зали със спортна настилка за загряване на състезатели и провеждане на тренировки по борба, бойни спортове, аеробика, каланетика, пилатес, йога и други; топла връзка от залата за плувния басейн, кафе-ресторант с тераса и закрита площ.